# ナイル・ウィリアムズ
ナイル・ウィリアムズ（Niall Williams、1988年4月21日 - ）は、ニュージーランドの女子ラグビー選手。

## プロフィール
- ニュージーランド・オークランド出身[1]。
- ポジションはスタンドオフ(SO)。
- 身長 174cm、体重 76kg
- 兄のソニー・ビルもラグビー選手[2]。

## 略歴
2016年、リオ五輪の7人制女子ニュージーランド代表に選ばれて銀メダルを獲得。